# Rejane da Silva
Rejane Ester Bispo da Silva (* 11. August 1984) ist eine brasilianische Leichtathletin, die sich auf den Mittelstreckenlauf spezialisiert hat.

## Sportliche Laufbahn
Erste internationale Erfahrungen sammelte Rejane da Silva im Jahr 2003, als sie bei den Juniorensüdamerikameisterschaften in Guayaquil in 2:11,16 min die Goldmedaille im 800-Meter-Lauf gewann und in 4:32,2 min auch über 1500 Meter siegte. Im Jahr darauf siegte sie dann bei den erstmals ausgetragenen U23-Südamerikameisterschaften in Barquisimeto in 2:09,88 min über 800 Meter und belegte in 4:37,70 min den vierten Platz im 1500-Meter-Lauf. 2014 wurde sie in 1:23:52 h Dritte beim Rio de Janeiro-Halbmarathon und im Jahr darauf wurde sie beim Brasilia-Halbmarathon nach 1:22:12 h ebenfalls Dritte. 2016 wurde sie in 1:19:29 h erneut Dritte beim Halbmarathon in Rio de Janeiro und im Jahr darauf wurde sie in 1:16:45 h Zweite. 2019 wurde sie in 1:17:25 h Zweite beim Olympicus-Halbmarathon und anschließend siegte sie in 1:20:58 h beim Halbmarathon in Salvador da Bahia. 2020 wurde sie in 1:18:40 h Zweite beim Meia Maratona do São Paulo und 2021 belegte sie bei den Südamerikameisterschaften in Guayaquil in 4:27,39 min den siebten Platz über 1500 Meter. Im Jahr darauf konnte sie ihr Rennen bei den Hallensüdamerikameisterschaften in Cochabamba nicht beenden.

## Persönliche Bestleistungen
- 800 Meter: 2:07,84 min, 14. September 2018 in Bragança Paulista
- 1500 Meter: 4:23,57 min, 7. Mai 2017 in Rio de Janeiro
- Halbmarathon: 1:17:25 h, 22. Juni 2019 in Rio de Janeiro